# آق قول
آق قول هي بلدة في مقاطعة نوراتا في ولاية نواوي في أوزبكستان.